# ۱۲۲ (پیش از میلاد)
۱۲۲ (پیش از میلاد) ۱۲۲مین سال قبل از تقویم میلادی است.